# Misbach Yusa Biran
Misbach Yusa Biran (Rangkasbitung, 11 settembre 1933 – Tangerang, 11 aprile 2012) è stato un regista, sceneggiatore, giornalista, scrittore e storico del cinema indonesiano.
Fu uno dei primi a studiare e ad archiviare i film indonesiani, ricostruendo le varie fasi storiche del Cinema delle Indie.

## Biografia
Biran nacque a Rangkasbitung, nella Reggenza di Lebak, da padre Minangkabau e da madre Bantenese. Nel 1969, sposò l'attrice Nani Widjaja, con la quale ebbe sei figli, due dei quali (Cahya Kamila e Sukma Ayu) entrarono anch'essi nell'industria cinematografica.
Egli iniziò a dirigere spettacoli teatrali scolastici nei primi anni Cinquanta, scrivendo al contempo recensioni cinematografiche e opere letterarie. Tuttavia, dopo la sua laurea presso il Taman Madya Bagian B, a Giacarta, scelse la carriera nel cinema.

### Cinema
Dal 1954-1956, Biran lavorò per la Indonesian National Film Company (PERFINI) sotto Usmar Ismail, dapprima come sceneggiatore e in seguito come vicedirettore e membro del consiglio degli sceneggiatori. Salì alla carica di direttore del National Film Center H. Usmar Ismail Jakarta, divenne membro del National Film Council e presidente degli impiegati del cinema e della televisione dal 1987-1991.
Nel 1955, scrisse la sua prima sceneggiatura, un adattamento di un racconto di Sjumandjaja, Kerontjong Kemajoran, che fu poi alla base del film Saodah della Persari Film.
Dal 1957 al 1960, diresse documentari e cortometraggi. Nel 1967, vinse il Citra Award come miglior regista per Dibalik Tjahaja Gemerlapan. Ricevette una candidatura alla sceneggiatura per Menjusuri Djedjak Berdarah e Ayahku (1987) di Agus Elias.
Biran smise di girare film nel 1971, come un modo per mostrare il suo disgusto per l'industria cinematografica che, all'epoca, prosperava con le pellicole pornografiche.
Quello che è considerato il suo contributo più importante all'industria cinematografica nazionale è stato comunque quello di fondare la Sinematek Indonesia nel 1975, un'istituzione che ha archiviato in modo indipendente i film nazionali, ricostruendo la storia del cinema indonesiano. Biran la guidò fino al fino al 2001.

### Scrittura
Biran fu anche un attivo giornalista: fu caporedattore delle testate Minggu Abadi (1958-1959) e Purnama (1962-1963) ed Editor di Duta Masjarakat (1965-1966), Abad Muslimin (1966) e Gelanggang (1967). Le sue opere letterarie comprendono Bung Besar (1958), che vinse il secondo premio per la miglior sceneggiatura nel concorso promosso nel 1958 dal Ministero dell'Educazione e della Cultura; i romanzi Setengah Djam Mendjelang Maut (1968) e Menjusuri Djedjak Berdarah (1969) e le antologie Keajaiban di Pasar Senen (1971) e Oh, Film (1973), ripubblicate insieme nel 1996 come Keajaiban di Pasar Senen.
Il suo ultimo libro, Teknik Menulis Skenario Film Cerita, uscì il 30 gennaio 2007.

### Morte
Biran morì l'11 aprile 2012 all'Eka Hospital, Serpong, Tangerang, Banten dopo una lunga e dura lotta contro il cancro ai polmoni. Aveva 78 anni.

## Riconoscimenti
Biran ricevette un premio dal Forum Film Bandung per la sua dedizione e contributo nel settore cinematografico.
Nel 2010, vinse una borse di studio dall'associazione degli archivi audiovisivi del Sud-est asiatico-Pacifico (SEAPAVAA) a Bangkok, in Thailandia.

## Filmografia

### Regista
- Pesta Musik La Bana (1960)
- Holiday in Bali (1962)
- Bintang Ketjil (1963)
- Panggilan Nabi Ibrahim (1964)
- Apa Jang Kautangisi (1965)
- Dibalik Tjahaja Gemerlapan (1966)
- Menjusuri Djedjak Berdarah (1967)
- Operasi X (1968)
- Honey Money and Djakarta Fair (1970)

### Sceneggiatura
- Menyusuri Jejak Berdarah (1967)
- Ayahku (1987)

## Saggistica
- Sejarah Film 1900–1950 (1979)